# Conaire Cóem
Conaire Cóem, ("Il Bello"), figlio di Mug Láma, un discendente di Conaire Mor (fl. II secolo), è stato un re supremo irlandese secondo le leggende medievali.
Salì al potere dopo la morte del suocero Conn Cétchathach e regnò per sette o otto anni. Alla fine fu ucciso da Nemed, figlio di Sroibcenn, nella battaglia di Gruitine. Gli succedette il figlio Conn, Art. Conaire ebbe tre figli dalla figlia di Conn, Saraid: Cairpre Músc, antenato dei Muscraige, Cairpre Baschaín, antenato dei Corco Baiscind (entrambi facevano parte dell'antica federazione medievale dei Déisi Tuisceart), e Cairpre Riata, antenato della gente di Dál Riata. Il Lebor Gabála Érenn sincronizza il suo regno con quello dell'imperatore romano Commodo (180-192). Secondo il Foras Feasa ar Éirinn di Goffredo Keating data il suo regno dal 136 al 143, mentre gli Annali dei Quattro Maestri dal 157 al 165.